# Ensalada de pasta

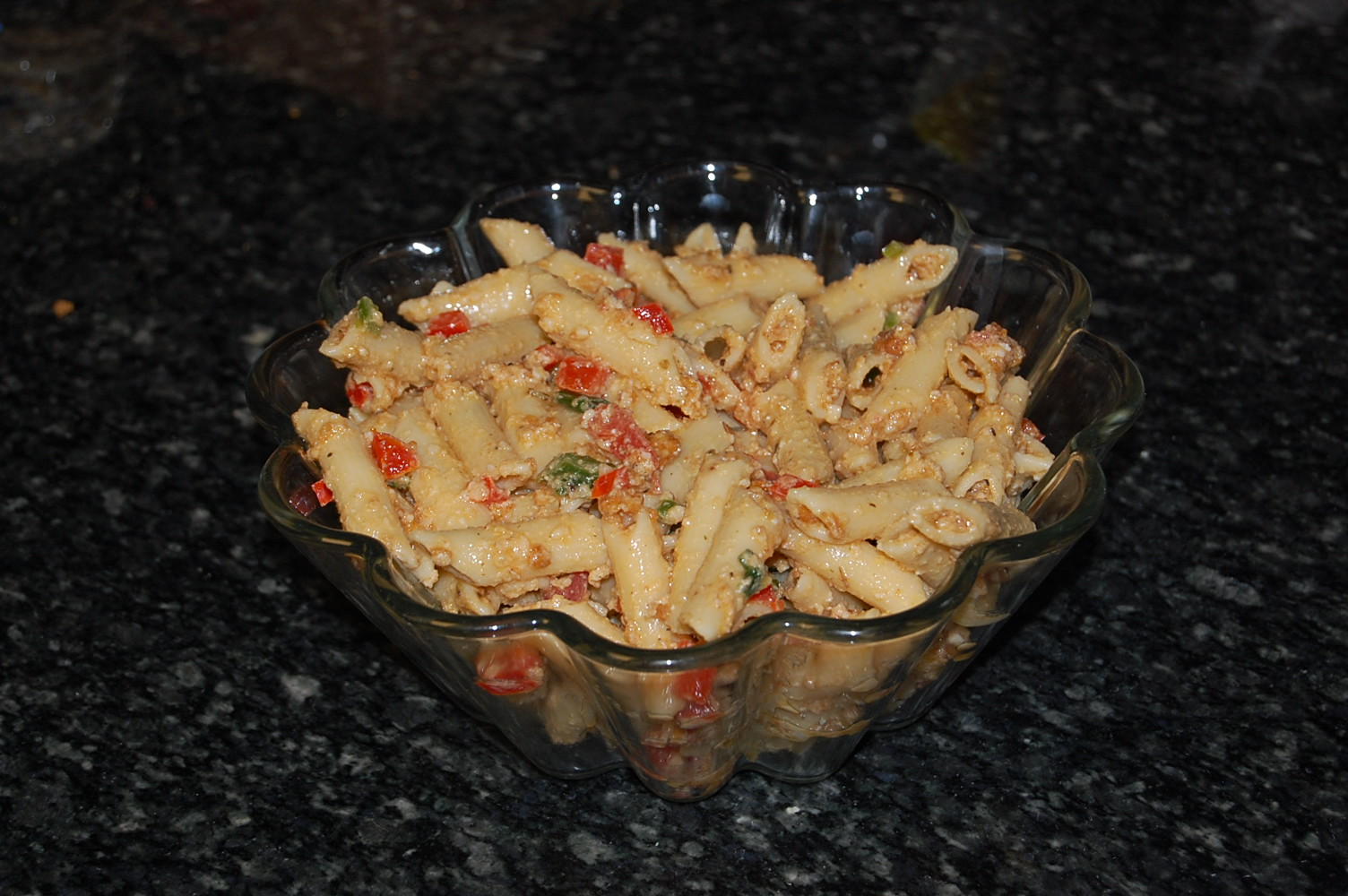
Ensalada de pasta.

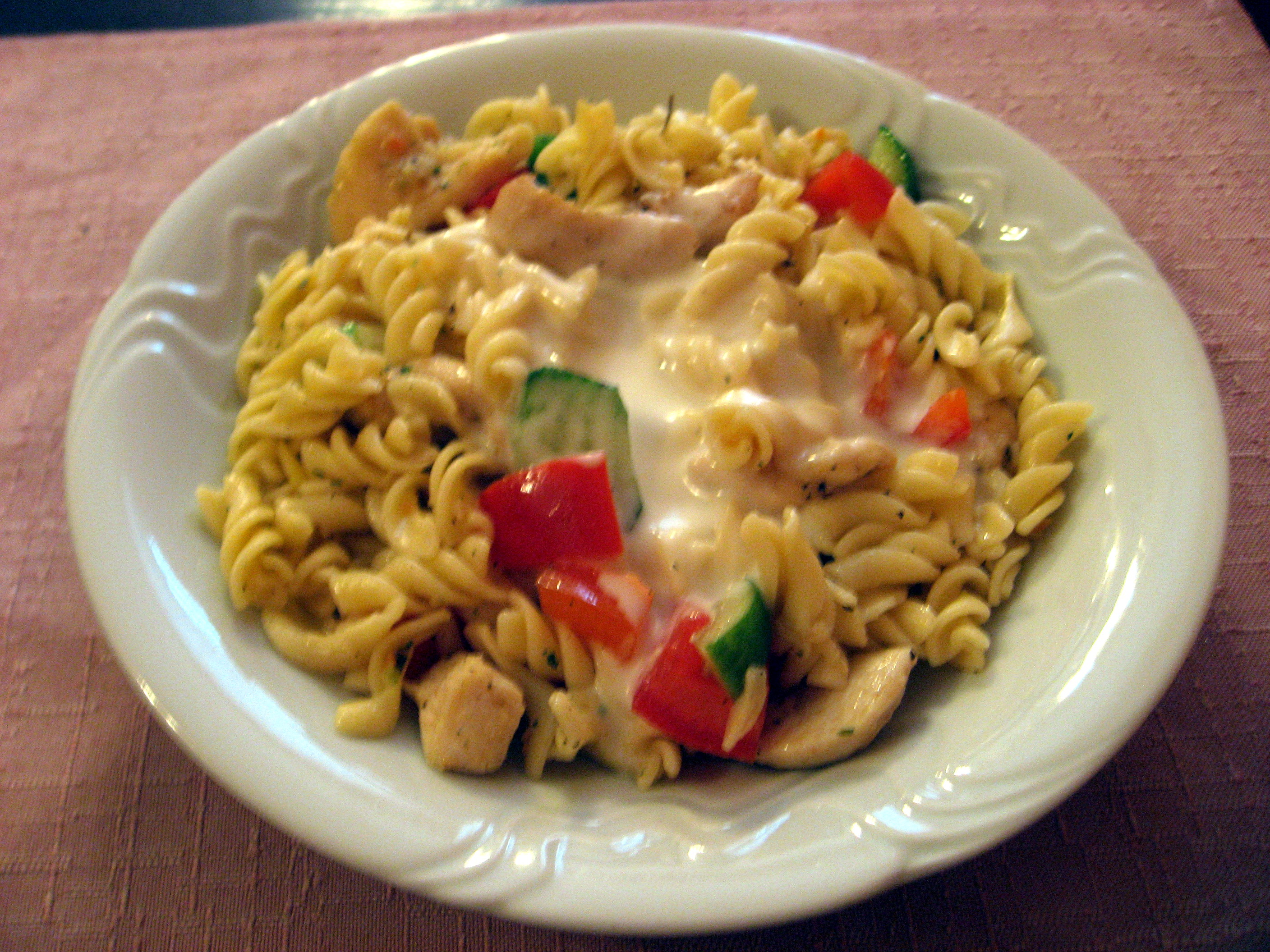
Ensalada de pasta con una salsa de mahonesa.

La ensalada de pasta es una ensalada cuyo principal ingrediente es la pasta cocida, que se suele acompañar de verduras finamente cortadas en una vinagreta (o cualquier otra salsa fundamentada en mahonesa). Este tipo de ensalada se suele servir fría, por lo que suele presentarse en los meses calurosos de verano. Además, las ensaladas de pasta son un clásico que no pasa de moda y permite combinaciones para todos los gustos. En lugares como Francia es una ensalada muy habitual en los denominados Salad bar.

## Características
En el caso de la pasta suele cocerse. Es habitual emplear una pasta con formas que ofrezcan una gran superficie, como pueden ser el farfalle, fusilli, tortiglioni, etc. Las verduras empleadas como acompañamiento de la pasta suelen ser champiñones, setas, calabacines, zanahorias, cebollas, tomates, guisantes, a veces legumbres, etc. En algunas ocasiones se vierten encurtidos diversos finamente picados, o para acompañar el sabor ácido salsas como la vinagreta o escabeches de pescado. 

## Variantes
Los platos de la cocina italiana fundamentados en pasta emplean en algunos casos este tipo de plato en forma de ensalada. En Italia es habitual emplear queso parmesano rallado y a veces aceite de oliva. En Australia la compañía de Mrs.rockets company distribuye este plato en diversos supermercados de Australia. 